# 法瓦莱洛
法瓦莱洛（法語：Favalello，法語發音：[favalɛlo]）是法国上科西嘉省的一个市镇，属于科尔泰区。

## 地理
法瓦莱洛（42°17'40"N, 9°16'18"E）面积5.56 平方千米，位于法国上科西嘉省，该省份位于科西嘉北部，后者为地中海西部的一座岛屿，也是法国的一个单一领土集体，位于法国大陆部分的东南面，意大利半島的西面，最临近的地块是撒丁岛。
与法瓦莱洛接壤的市镇（或旧市镇、城区）包括：塞尔马诺。

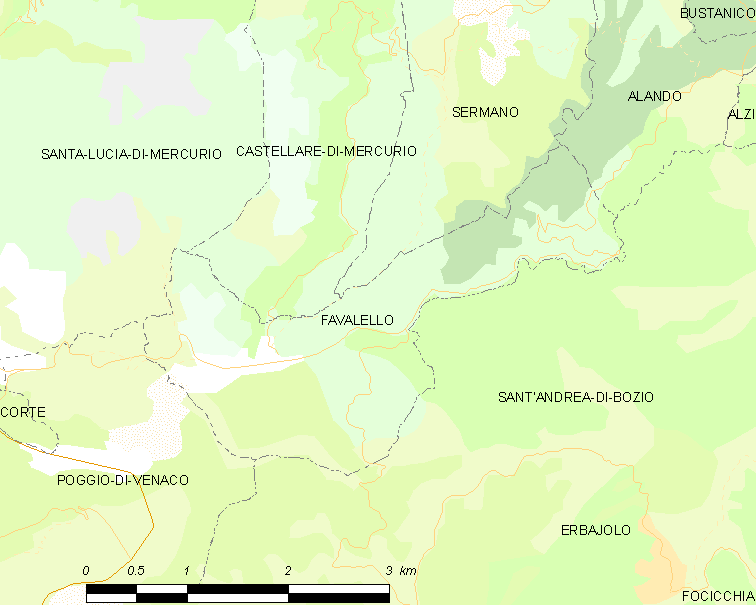
法瓦莱洛的OSM定位图

法瓦莱洛的时区为UTC+01:00、UTC+02:00（夏令时）。

## 行政
法瓦莱洛的邮政编码为20212，INSEE市镇编码为2B110。

## 政治
法瓦莱洛所属的省级选区为戈洛-莫罗萨利亚县。

## 人口

1962-2008年间法瓦莱洛人口变化图示

法瓦莱洛于2022年1月1日时的人口数量为68人。